# 波沃罗特内角 (萨哈林州)
波沃罗特内角（俄语：Мыс Поворотный）或根富岬（日语：／）是捷尔佩尼耶半岛东海岸的海角，属波罗奈区。向南9公里是达维多夫角，向西北31公里是波波夫角，西近根富湖，东临鄂霍次克海。